# Maurice Buret
Pour les articles homonymes, voir Buret.
Maurice Buret, né le 21 mai 1909 à Sèvres et mort le 23 août 2003 à Septeuil, est un cavalier français.

## Palmarès
- Jeux olympiques:
  -  Médaille d'or en dressage par équipe aux Jeux olympiques d'été de 1948 à Londres (Royaume-Uni)

## Distinctions honorifiques
- Chevalier de la Légion d'honneur
- Croix de guerre 1939-1945 vermeil